# Nowogród Osiedle
Nowogród Osiedle – stacja kolejowa w Nowogrodzie Bobrzańskim, w dzielnicy Krzystkowice, w województwie lubuskim, w Polsce.

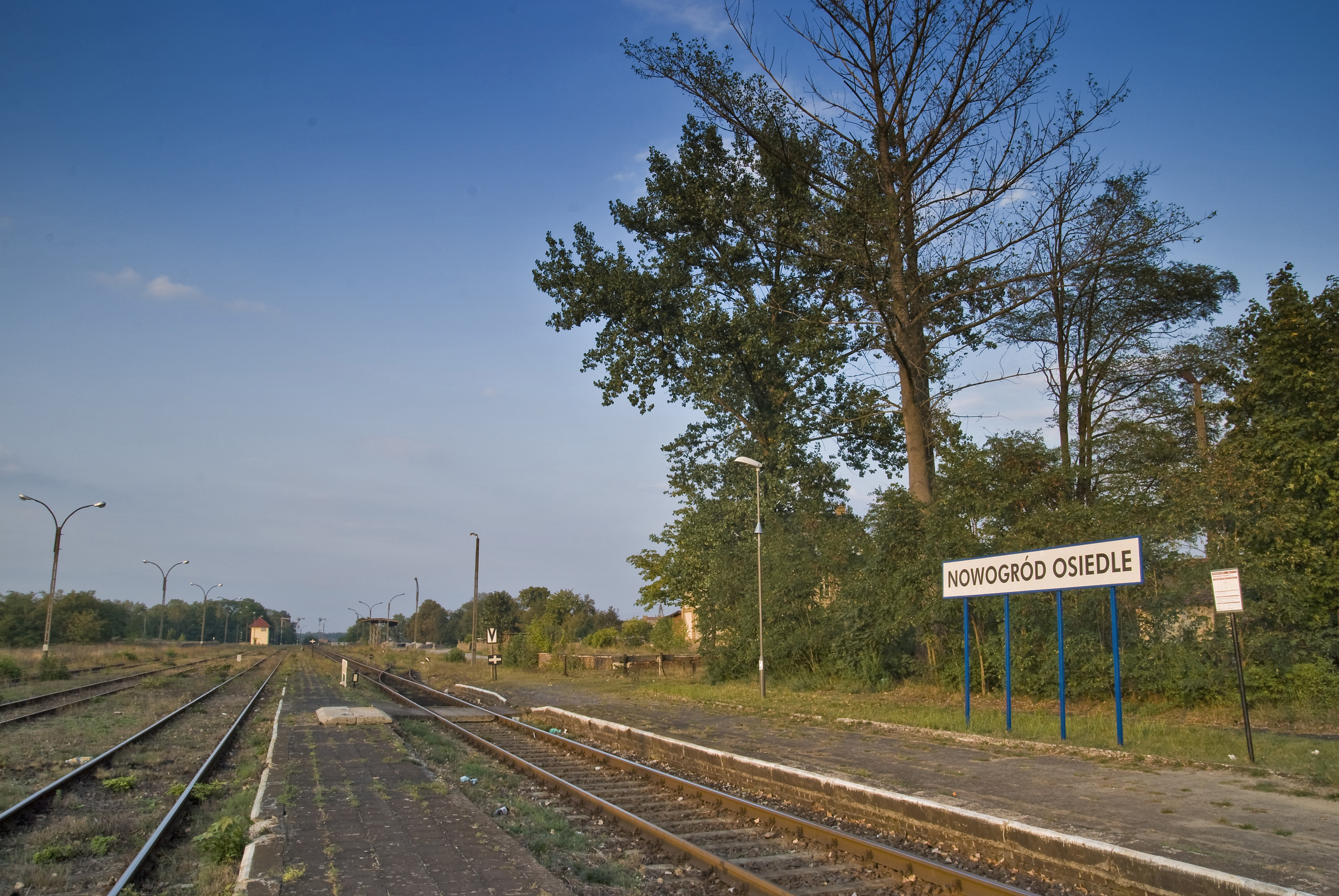
Stacja kolejowa Nowogród Osiedle

## Wymiana pasażerska
| Rok  | Wymiana pasażerska na dobę |
| ---- | -------------------------- |
| 2017 | 10-19                      |
| 2023 | 50-99                      |